# Сочень (Долж)
Сочень, Сочені (рум. Soceni) — село у повіті Долж в Румунії. Входить до складу комуни Телпаш.
Село розташоване на відстані 188 км на захід від Бухареста, 42 км на північ від Крайови.

## Населення
За даними перепису населення 2002 року у селі проживали 465 осіб, усі — румуни. Усі жителі села рідною мовою назвали румунську.